# Ikoma (1944)
El Ikoma (生駒?) fue un portaaviones inconcluso de la Clase Unryū, el sexto y último de la serie en ser botado. 

## Historial
En enero de 1945, al 60% de su finalización, cesaron los trabajos de construcción del Ikoma, que resultó dañado por un ataque aéreo de la Task Force 38 el 24 de julio de 1945. Fue desguazado en 1947 en Tamano.